# Snow Bound
Snow Bound è il sesto album in studio long playing dei The Chills, pubblicato nel 2018 in Nuova Zelanda e in Europa dalla Fire Records. Tutte le canzoni sono state scritte da Martin Phillipps.

## Tracce
1. "Bad Sugar"
2. "Time To Atone"
3. "The Greatest Guide"
4. "Scarred"
5. "Complex"
6. "Deep Belief"
7. "Lord Of All I Survey"
8. "Snow Bound"
9. "Eazy Peazy"
10. "In Harmony"

## Musicisti
- Martin Phillipps: voce, chitarra, percussioni, tastiere

- James Dickson: basso, cori
- Todd Knudson: batteria
- Erica Scally: chitarra, violino, cori e omnichord
- Oli Wilson: pianoforte, organo, omnichord e xilofone